# قرصعنة أطلسية
قرصعنة أطلسية (الاسم العلمي:Eryngium atlanticum) هي نوع من النباتات تتبع جنس القرصعنة من الفصيلة الخيمية.